# Balkuny (gmina)
Balkuny (alt. Bałkuny) – dawna gmina wiejska istniejąca na przełomie XIX i XX wieku w guberni suwalskiej. Siedzibą władz gminy były Balkuny (lit. Balkūnai), a następnie Łysa Góra.
Za Królestwa Polskiego gmina Balkuny należała do powiatu kalwaryjskiego w guberni suwalskiej.
Po odzyskaniu niepodległości przez Polskę i Litwę powiat kalwaryjski na podstawie umowy suwalskiej wszedł 10 października 1920 w skład Litwy.